# Civitella del Tronto
Civitella del Tronto é uma comuna italiana da região dos Abruzos, província de Teramo, com cerca de 5.217 habitantes. Estende-se por uma área de 77 km², tendo uma densidade populacional de 68 hab/km². Faz fronteira com Ascoli Piceno (AP), Campli, Folignano (AP), Sant'Egidio alla Vibrata, Sant'Omero, Valle Castellana.
Faz parte da rede das Aldeias mais bonitas de Itália.

## Demografia
| Variação demográfica do município entre 1861 e 2011                               |
|                                                                                   |
| Fonte: Istituto Nazionale di Statistica (ISTAT) - Elaboração gráfica da Wikipedia |